# Melvin Brown
Melvin Brown, né le 28 janvier 1979 à Naranjos, est un joueur de football mexicain. 
Il évolue comme défenseur.

## Carrière
Melvin Brown joue successivement dans les équipes suivantes : CD Cruz Azul, Jaguares de Chiapas, CF Puebla, Estudiantes Tecos, CF Puebla, Cruz Azul Hidalgo et le Club Deportivo Irapuato.
Sélectionné en équipe du Mexique de 2001 à 2003, participe à la Coupe du monde de 2002.

## au Japon et Corée du SudLiens externes
- Ressources relatives au sport :   - BDFA
  - FBref
  - FootballDatabase
  - Kicker
  - Leballonrond
  - Mondefootball
  - National Football Teams
  - Soccerway
  - Transfermarkt